# San Salvador Huixcolotla
San Salvador Huixcolotla es una población que pertenece al municipio de San Salvador Huixcolotla, localizada en la parte central del Estado de Puebla, México. Su nombre significa “lugar de espinas encorvadas”. Cuenta con 12,164 habitantes y una de las centrales de abastos más importantes del Estado.

## Ubicación geográfica
Huixcolotla está ubicado al centro del estado. Colinda al norte Acatzingo, al sur con Tochtepec, al este con Los Reyes de Juárez y al oeste con Tecamachalco. Tiene una extensión de 33.18 kilómetros cuadrados siendo uno de los municipios más pequeños de la entidad. Pertenece al Distrito Judicial 15, al Distrito electoral local 18 y al distrito electoral federal 7 con sede en Tepeaca y a la Jurisdicción Sanitaria 09 con sede en Tepexi.

## Clima
Huixcolotla se encuentra en la zona de los climas templados del Valle de Tepeaca y Puebla.
Su clima es templado subhúmedo con lluvias en verano.

## Actividades Económicas
Dentro de las actividades comerciales lo más notable es que cuenta con una central de abastos muy grande donde se comercializan todo tipo de productos del campo que muchas veces son comprados a los agricultores locales del estado para su exportación.
En la agricultura  se produce maíz y frijol, en fruticultura, cuentan con pera y ciruela. También producen distintos tipos de hortalizas como haba verde, chile verde, jitomate, zanahoria, ejote, tomate de cáscara, lechuga, papa y cilantro.
En cuanto a la ganadería se produce ganado vacuno, asnal y mular. También se dedican a la cría de pavo, paloma, ganso, pato, y paloma. Al igual que la cría de conejo.
Además trabajan en la elaboración de papel picado. El papel picado es vendido en diferentes partes del país así como  que son exportados a diferentes lugares como en el extranjero. Estos trabajos son únicos  por ser elaborados manualmente.

## Cultura
El 99% de la población es católica. 
Tienen varias celebraciones al año. La feria anual se realiza del 1 al 13 de agosto de cada año donde se festeja al santo patrón, el Divino Salvador.

## Gastronomía
Si visitas Huixcolotla en un día común encontraras: tamales, atole, pan de dulce y jugos de frutas naturales por la mañana. Por la tarde puedes degustar tacos dorados, tacos al pastor/ árabes, gorditas, tostadas, tortas, cóctel de camarón, barbacoa y agua fresca de frutas. Los platillos típicos de feria o fiestas como bodas o bautizos son: mole poblano acompañado de arroz rojo, barbacoa de borrego y mole de panza.

## Marginación
Su índice de marginación es de -.357 lo que significa un grado de marginación medio, pero sorprendentemente en el estado ocupa el lugar 185 así que es de los municipios menos marginales en el estado. 